# Filippa Angeldahl
Filippa Angeldahl (Uppsala, 14 juli 1997) is een Zweeds voetbalspeelster. Ze speelt als middenvelder voor Real Madrid CF in de Primera División Femenina.

## Clubcarrière
Angeldahl kwam via IK Sirius FK en AIk Fotboll bij Hammarby IF terecht. In het seizoen 2017 werd ze voor deze club most valuable player. Kort hierna maakte ze de overstap naar competitiegenoot en regerend landskampioen Linköpings FC.
Op 2 september 2021 tekende Angeldahl een tweejarig contract bij de Super League club Manchester City. Angeldahls vertrek bij de club werd aangekondigd op 18 mei 2024 na het aflopen van haar contract.
Real Madrid kondigde op 1 juli 2024 aan dat zij Angeldahl had weten te contracteren.

## Statistieken
| Seizoen | Club                | Land     | Competitie       | Wedstrijden | Doelpunten |
| ------- | ------------------- | -------- | ---------------- | ----------- | ---------- |
| 2013    | IK Sirius           | Zweden   | Elitettan        | 13          | 1          |
| 2014    | AIK Fotboll         | Zweden   | Damallsvenskan   | 20          | 4          |
| 2015    | AIK Fotboll         | Zweden   | Damallsvenskan   | 16          | 1          |
| 2016    | Hammarby IF         | Zweden   | Elitettan        | 26          | 3          |
| 2017    | Hammarby IF         | Zweden   | Damallsvenskan   | 21          | 3          |
| 2018    | Linköpings FC       | Zweden   | Damallsvenskan   | 22          | 7          |
| 2019    | Linköpings FC       | Zweden   | Damallsvenskan   | 16          | 3          |
| 2020    | BK Häcken           | Zweden   | Damallsvenskan   | 21          | 3          |
| 2021    | BK Häcken           | Zweden   | Damallsvenskan   | 14          | 0          |
| 2021/22 | Manchester City WFC | Engeland | Super League     | 15          | 0          |
| 2022/23 | Manchester City WFC | Engeland | Super League     | 16          | 2          |
| 2023/24 | Manchester City WFC | Engeland | Super League     | 13          | 2          |
| 2024/25 | Real Madrid CF      | Spanje   | Primera División | 15          | 1          |
| Totaal  | Totaal              | Totaal   | Totaal           | 228         | 28         |

Laatste update: 5 februari 2025

## Interlandcarrière
Angeldahl maakte haar debuut voor het Zweedse nationale team in 2018 op de Algarve Cup in een wedstrijd tegen Zuid-Korea.
Angeldahl werd op 13 juni 2023 opgenomen in de Zweedse selectie voor het WK 2023 in Australië en Nieuw-Zeeland. Ze werd met haar land uitgeschakeld in de halve finale tegen Spanje. In de troostfinale zegevierden Angeldahl en haar landgenoten met 2-0 tegen gastland Australië waardoor zij een bronzen medaille wisten te winnen.